# I Chaos
I Chaos ist eine 2007 debütierte anonyme Funeral-Doom-Band.

## Geschichte
Das russische Projekt I Chaos debütierte 2007 mit dem Album Birth of First Chaos im Selbstverlag. Nachkommend kooperierte das Projekt, zu dem keine näheren Informationen publik sind, mit Satanarsa Records und Silent Time Noise. Die internationale Rezeption der Veröffentlichungen blieb gering. Das Album Spirit of Faceless Time wurde von Betrand Marchal für Doom-Metal.com rezensiert und als fantastisch ausbalanciert gelobt. Dabei böte das Album keine Neuerungen im Genre.

## Stil
Die Musik von I Chaos wird als Ambient Funeral Doom kategorisiert. Die Ausgestaltung des Genres durch I Chaos stünde analog zu jener von Beyond Black Void und Skepticism. I Chaos nutze die stereotype Grundform eines durch Ambient und Dark Ambient beeinflusste Funeral Doom aus einem dominanten und ätherischen Keyboardspiel, tiefem Growling, deutlich reduziert langsam gespielten beziehungsweise programmierten Schlagzeug kombiniert mit einem dröhnenden Gitarrenspiel.

## Diskografie
- 2007: Birth of First Chaos (Album, Selbstverlag)
- 2007: Spirit of Faceless Time (Album, Satanarsa)
- 2012: Älä koskaan 人人来没有 (slip away from sky and them) (Album, Silent Time Noise)